# 日米文化教育交流会議
日米文化教育交流会議（にちべいぶんかきょういくこうりゅうかいぎ、英語: The U.S.-Japan Conference on Cultural and Educational Interchange）とは、日本・アメリカ両政府の諮問機関であり、日米関係の重要な文化的・教育的基盤を高め、強化することを目的としている。通称はCULCON（カルコン）。

## 任務・目的
任務（ミッション・ステートメント）
「日米文化教育交流会議（The United States-Japan Conference on Cultural and Educational Interchange:　通称 カルコンCULCON）は日米関係にとって不可欠な、文化・教育の基盤を向上させ、強化すること、並びに、この分野における日米の指導力の結束を強化することを目的とした二国間の諮問委員会である。カルコンは文化・教育・知的交流活動に関する選り優りの新しい施策案が事業として実施されるよう努める」 
目的
「カルコンは日米両国の官民学からなる学識者を一堂に集めて両国間の文化・教育交流・知的交流に関する諸問題を討議し、文化・教育・知的交流分野での交流の増進と相互理解の向上について勧告を行うことを目的とする」 

## 歴史
日米文化教育交流会議（CULCON）は、米国国務省と日本外務省のプログラムであり、1961年にジョン・F・ケネディ大統領と池田勇人首相の間でかわされた議論により、教育・文化交流のための両政府のハイレベルな諮問機関として発足した。1968年の日米両政府間の覚書の交換により、この協定は正式化された。1978年からは、CULCONは米国情報庁（USIA）のプログラムとなった。1999年、 USIAと国務省の再編に伴い、CULCONは米国国務省、公共外交・広報局次官室に復帰した。1991年、CULCONの活動に継続性を持たせるため、東京とワシントンに常設の事務局が設立された。米国では、日米間の人と人との相互理解を支援し、共通の利益を促進するパートナーシップを推進する連邦政府の独立機関である、日米友好委員会内に事務局が設置されている。日本では、日本の文化や言語を世界の人々と共有することを目的とした日本初の公的機関である国際交流基金に事務局が設置されている。以来、U.S. CULCONは、教育交流・メディア・デジタル文化・芸術交流・情報アクセス・グローバルリーダーなどの分野で、タイムリーな問題を特定し、さまざまな創造的な解決策で対応する、ハイレベルでダイナミックな組織となった。これらの解決策は、CULCONのユニークな官民メンバーの集まりと、パネリストの参加による議論により生まれたものである。近年では、最近では、日本人の米国留学の減少傾向を検証するために、2カ国の教育タスクフォースを開催し、2020年までに両国の留学者数を2倍にすることを両国のリーダーに提言した。

## CULCON教育タスクフォース
2013年1月、日米のCULCONメンバーがハワイで会合を開き、二国間の学生交流の減少傾向を検証し、学生交流の拡大に向けてデータに関する提言を行う二国間タスクフォースを立ち上げた。このタスクフォースは、米国における日本の学生数の減少を憂慮し、2020年までに両国の留学者数を倍増させるという野心的な目標に向けて、両国のリーダーに提言を行うことを目的として開催された。過去15年間で、米国に留学する日本人学生の数は57％減少しており、1997-1998年には4万7千人を超えていたが、2011-2012年には2万人を下回っている。同じ期間に、日本は米国の大学に留学する外国人学生の出身国第1位から第7位に転落した。一方、1990年代に設立されたCULCONの取り組みにより、日本に留学する米国人は3倍の6,000人に達した。CULCONでは、これらのトレンドと両国の経済的影響を検討するために、米国教育省や米国国務省、日本の文部科学省や外務省など、さまざまな分野や立場の専門家からなるタスクフォースを招集した。2013年5月、CULCON教育タスクフォースは「報告書と提言」を発表した。レポートは、国固有の推奨事項と二国間協力行動についても触れられている。タスクフォースは、例えば、営利・非営利の民間部門、高等教育期間、および両国の政府が、日本人学生の英語能力を向上させるための具体的な措置を講じることを奨励し、日本の学年暦を改革する勧告を改革することで、より多くの日本人学生の海外留学を可能にし、日本の大学の国際化を図ることを提言している。報告書はまた、より多くの学生が留学できるように日本の雇用慣行を改革する方法についても検討している。両国の共同行動としては、高額な留学費用を補うために学生に追加資金を提供することが挙げられている。
タスクフォース報告書では、このような制度変更を提言するだけでなく、海外との交流を促進する環境を整えるための両政府の役割を強調している。 2014年6月、東京では安倍晋三首相に、ワシントンDCではタラソネンシャイン次官に、報告書がそれぞれ提出された。同じ頃、安倍首相は経済成長を支える一連の構造改革を発表した。この政策の主要なテーマには、英語教育の改善が含まれる。これには、日本の8大学の1500人の講師を外国人教授に置き換えること、現在日本にいる外国人教授の数を2倍にすることが含まれる。これにより今後10年間で8つの日本の機関を世界のトップ100までに引き上げる（現在、東京大学は世界で27位、京都大学は52位）ことを目指す。TOEFLを利用して、官僚・学生の英語の水準を向上させる。この計画では、個人がTOEFLのスコアの閾値に達するか超えることを義務付け、大学入学や政府の仕事に就く資格にする。そして最後に、海外のカウンターパートと協力して、共同学位を提供し、海外留学や英語学習を奨励する。安倍首相はまた、小学校からの英語の必修化や、海外旅行や留学を可能にするための学生の経済的負担の軽減にも関心を示している。これらの改革の多くは、CULCON教育タスクフォースの提言に直結する。